# Darko Kralj
Darko Kralj (6 de junio de 1971) es un deportista croata que compitió en atletismo adaptado. Ganó dos medallas en los Juegos Paralímpicos de Verano, oro en Pekín 2008 y plata en Londres 2012.

## Palmarés internacional
| Juegos Paralímpicos | Juegos Paralímpicos   | Juegos Paralímpicos | Juegos Paralímpicos |
| Año                 | Lugar                 | Medalla             | Prueba              |
| ------------------- | --------------------- | ------------------- | ------------------- |
| 2008                | Pekín (China)         | Medalla de oro      | Peso F42            |
| 2012                | Londres (Reino Unido) | Medalla de plata    | Peso F42/44         |